# Universidade Royal Roads
A Universidade Royal Roads (ECU) é uma universidade pública com seu campus principal em Colwood, na Colúmbia Britânica. Ela está localizada no terreno do antigo Colégio Militar das Estradas Reais (RRMC) no Parque Nacional de Hatley, na Ilha de Vancouver. Após o fim da RRMC em 1995, o governo da Columbia Britânica criou a Universidade Royal Roadsy como uma universidade pública com um foco aplicado e profissional de concessão de diplomas. A Universidade Royal Roads mantém fortes laços com as Forças Canadenses e considera que ex-alunos do RRMC fazem parte de sua comunidade mais ampla de ex-alunos. A Universidade Royal Roads formou mais de 20.000 estudantes nas áreas de liderança, negócios, meio ambiente, comunicação, turismo, hospitalidade e justiça social, trabalhando em mais de 60 países ao redor do mundo.